# 8番街 (マンハッタン)

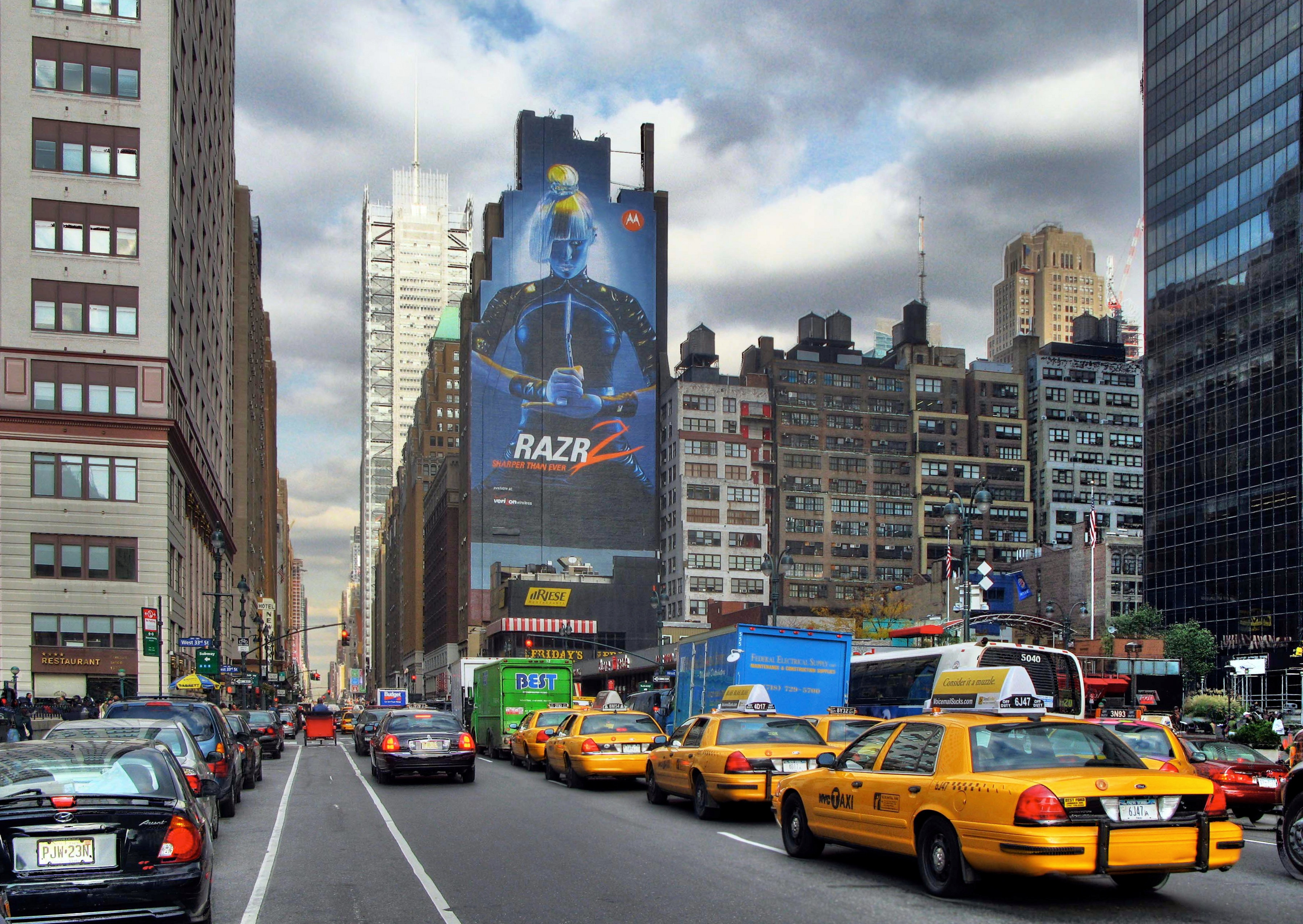
32丁目の北側に面する

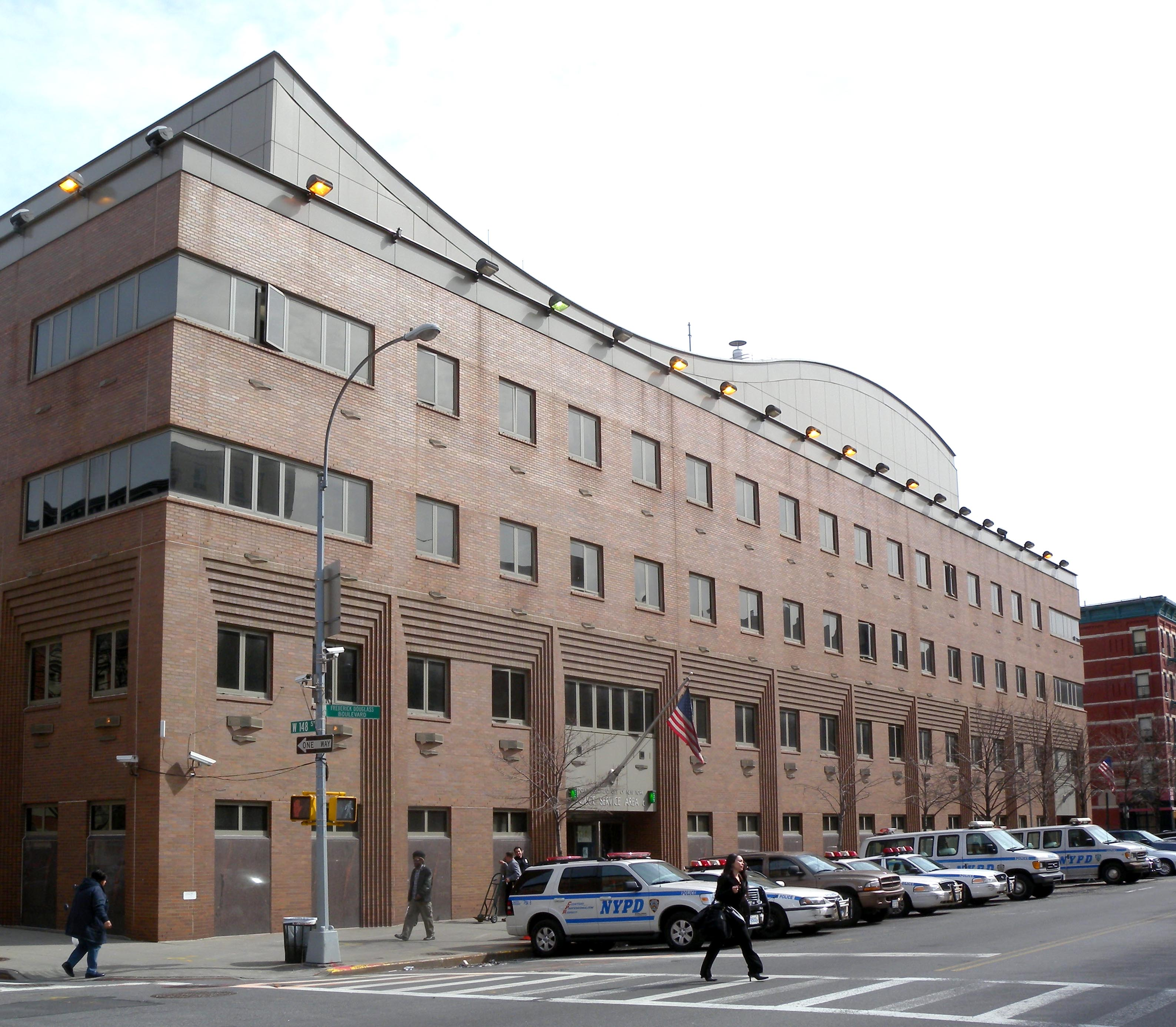
148丁目の警察地区6

8番街（英語: Eighth Avenue）は、ニューヨーク市、マンハッタンの西側を南北に走る通りであり、北向きの一方通行である。8番街は、ウェスト・ヴィレッジ地区のアビングドン・スクエア（ハドソン・ストリートがブレーカー・ストリートとの交差点で8番街になる）で始まり、チェルシー、ガーメント・ディストリクト、ヘルズ・キッチンの東端、ミッドタウン、ブロードウェイ、シアター・ディストリクトの44ブロックを通って北に向かい、その後コロンバス・サークル（59丁目）で終了する。
8番街は、1954年6月6日以来、北向きの一方通行となった。
コロンバス・サークル以北は、セントラルパークに沿った両面通行の、セントラルパーク・ウェスト（Central Park West）となる。110丁目のフレデリック・ダグラス・サークル以北は、フレデリック・ダグラス・ブールバード（Frederick Douglass Boulevard）となるが、非公式にときどき、8番街とも呼ばれる。フレデリック・ダグラス・ブールバードは、西159丁目付近のハーレム・リバー・ドライブ、ハーレム川の近くで終了する。この通りは、マンハッタンの多数の地点で、それぞれ異なる名称を持っているが、実際には1本の連続的な道である。
ニューヨーク市地下鉄のIND8番街線は、8番街の下を走っている。
1990年代より、8番街が通るグリニッジ・ヴィレッジや、通りが接するチェルシー地区などに、ゲイ用のレストランやバーなどが集まり、市内のゲイの中心地となった。実際に、ニューヨーク市の例年のプライド・パレードは、グリニッジ・ヴィレッジの8番街に沿って行われる。さらに、ルドルフ・ジュリアーニ市長政権下で、タイムズスクエアに加えて家族に優しく環境が改善されるまでの、1960年代、1970年代、及び1980年代にかけて、42丁目から50丁目の8番街は、規定によらない歓楽街となっていた。
8番街沿いの著名なブロックやブロック内の名所には、次のようなものが含まれる:
- ホテル・チェルシー - 23丁目の7番街と8番街の間
- ファッション工科大学 - 26/27丁目
- マディソン・スクエア・ガーデンとペン・ステーション - 31丁目と33丁目の間
- ジェームズ・ファーレー郵便局
- ニューヨーク・タイムズ・ビルディング - 40丁目
- ポート・オーソリティ・ターミナル - 40丁目と42丁目の間
- ワン・ワールドワイド・プラザ
- ハースト・タワー
- ソロス財団とオープン・ソサエティ財団の本部 - 西59丁目
- 111 8番街 - アールデコの港湾公社の旧国内運賃ターミナルで、マンハッタンで8番目に大きい商業ビル[3]。現グーグル東海岸本部。